# Deuterophlebia coloradensis
Deuterophlebia coloradensis är en tvåvingeart som beskrevs av Pennak 1945. Deuterophlebia coloradensis ingår i släktet Deuterophlebia och familjen Deuterophlebiidae. Inga underarter finns listade i Catalogue of Life.